# Marc de Chauveron
Pour les articles homonymes, voir Chauveron.
Marc Désiré de Chauveron est un scénariste français. Il collabore avec son frère, Philippe de Chauveron, qui est réalisateur.

## Filmographie
Sauf indication contraire, les informations mentionnées dans cette section peuvent être confirmées par la base de données cinématographiques IMDb,  présente dans la section « Liens externes ».
- 2009 : Neuilly sa mère !
- 2011 : L'Élève Ducobu
- 2012 : Les Vacances de Ducobu
- 2012 : Les Seigneurs
- 2017 : À bras ouverts
- 2018 : Neuilly sa mère, sa mère !
- 2020 : Ducobu 3
- 2022 : Ducobu président !